# 象棋勝和定式
象棋勝和定式，是指中國象棋殘局中取勝或求和的技巧及規律。
一場象棋大都會經過開局、中局、和殘局三個階段，據金启昌、杨典的《象棋残局胜和定式》和薛榮賢的《象棋初學實戰指南》，依殘留棋種的不同，殘局有以下分類。

## 兵類

### 單兵對單王
- 高兵必勝單王

屬例勝局，可透過王佔中線高兵當頭困斃，也可以再進一步形成低兵。
- 低兵必勝單王

屬例勝局，紅先：
1. 帥六退一將５平６
2. 兵四平五將６平５
3. 兵五平六將５平６
4. 帥六平五將６退１
5. 兵六平五將６退１
6. 帥五進一黑欠行紅勝。
- 底兵必和單王

底兵佔了底線，將於二、三線上移動方可和棋。
1. 帥五進一將４進１
2. 帥五退一將４退１
3. 帥五平四將４進１
4. 帥四進一將４退１
5. 帥四平五將４進１
和棋。

### 單兵難勝單士
單兵可否勝單士取決於王、兵與士的相對位置，在一般情況下，兵不容易得勝。
- 高兵和單士

紅先和：
1. 兵五進一士５退４
2. 帥五進一將５平６
3. 兵五平六士４進５
4. 兵六進一士５進４
5. 帥五退一將６進１
和棋。
此外，這個殘局有趣的是，若紅方多一相，則可借助帅力形成巧勝！可參考古譜《運籌帷幄》。
- 高兵巧勝單士

由於黑方將、士位置不佳，紅先可得勝。
1. 兵六進一士６進５（將６平５勝法同）
2. 兵六進一將４平５
3. 帥六平五，黑必丟士。

### 高低兵勝雙士
屬例勝局：
1. 兵七進一將４退１
如改走將４進１，則帥四平五，接著再兵四平五，紅勝。
2. 帥四平五士５進４
3. 兵四進一士４退５
4. 兵四平五將４平５
5. 兵五進一士６進５
6. 兵七平六，紅勝。

### 高低兵勝雙象
屬例勝局：
1. 兵八平七將４平５
若將４退１，則兵六進一將４平５，兵七進一將５平６，兵六平五，再用左兵殺將。
2. 兵六平五象５進３
3. 帥五平六象３退５
4. 兵七平六將５平６
5. 兵五平四，接著帥五平四，再用右兵殺將。

### 三高兵勝士象全
屬例勝局：
1. 兵七平六象５進３
2. 兵三進一後象進１
3. 兵三平四象１退３
4. 兵五平四後象進１
5. 後兵平三象１退３
6. 兵三進一後象進１
7. 兵三進一象１退３
8. 兵三進一後象進１
9. 兵三平四士５退６
10. 兵四進一，紅勝。

### 雙高兵勝單炮
屬例勝局，須了解如何不被黑炮所控制。
1. 帥五進一…………
運帥等著，避免受制於黑炮。
1. …………將５平４
如改走炮５平９，則兵五進一將５平４，兵四進一炮９進１，兵四進一，紅勝。
2. 兵五平六炮５平４
3. 兵六平七炮４平５
4. 兵四進一炮５進１
5. 兵七進一炮５退１
6. 帥五平四炮５平９
7. 兵四平五炮９進１
8. 兵七平六將４退１
9. 兵五進一，再帥四平五，紅勝。

### 高低兵和單炮
守和要點，用炮蓋住中路。黑先：
1. …………炮８平５
2. 兵五平六將４平５
3. 帥五進一炮５退１
4. 兵六平五將５平４（或平６）
4. 帥五退一炮５退１
和棋。

## 马類

### 單马勝單王
為基礎的例勝局，需了解如何使對方欠行以得勝。要點為讓己方王搶得中路，限制對方王的行動，再用马取勝。
1. 马七進八將５進１
2. 马八退六將５平４
如將５進１，則马六進七，黑欠行。
3. 马六退四…………
阻止將回到中路
3. …………將４退１
4. 帥四平五…………
紅方搶得中路，限制黑將移動
4. …………將４進１
5. 马四退六…………
紅马須繞至黑將一側，切記不可马四退伍，否則將４平５，中路又被黑方搶走。
5. …………將４進１
6. 马六進七將４退１
7. 马七進八將４退１（進１勝法同）
8. 帥五進一，走閒步乃獲勝關鍵，使黑方欠行，紅勝。

### 马不勝單卒
對方有一卒，則無法使對方欠行，無法得勝。
1. 马八進七將４進１
2. 马七進八將４進１
3. 帥五進一卒１平２
4. 帥五退一卒２平１
和棋。
若紅马轉而去攻擊黑卒，就可以得勝嗎？答案是不行。
1. 马八退七將４進１
2. 马七退九將４退１
3. 马九退七卒１平２
4. 马七進九卒２平１
5. 帥五進一將４進１
马永遠吃不到黑卒，和棋。

### 單马取單士
屬例勝局，其要點是先設法讓將、士、马連成一條橫線，如圖例一，则可七步取士。
1. 马四退五將４進１
若將４退１，則马五進七抽士。
2. 马五進三士５進６（退４勝法同）
3. 马三退四士６退５
4. 马四進六士５退４（退６勝法同）
5. 马六進八士４进５
6. 马八進七，紅必得士，接著變成單马勝單王的局面。
圖例二是象棋比賽中實際出現過的局面，紅走马三進四，希望黑走將４進１，但黑方也知道這樣走會輸得更快，於是走將４平５。這場比賽最後因紅方無法得士而以和棋收場，而其勝法應如下：
1. 马三進四將４平５
2. 帥五進一…………
走閒步，乃獲勝關鍵
2. …………將５平６（平４勝法同）
3. 马四退五士５進４
如黑誤走將６平５，則马五進三可得士。
如士５進６，則马五進三將６進１，帥五退一必得黑士。
4. 马五進三將６進１
5. 帥五退一將６進１
6. 马三進四將６退１（士４退５同）
7. 马四退六士４退５
回到例一的局面。

### 單马難勝單象
在絕大部分單马對單象中，马很難取勝，只有在少數狀況下（棋子位置成巧勝）有低機率得勝。
- 马取單象
象和將若在同一側，若紅马可以控制它不飛到中路來就有可能捉死它。
1. 马四進六…………
阻止黑象飛往中路
1. …………將４進１（象３進１勝法同）
2. 马六退八将４進１（将４退１勝法同）
3. 马八進七 黑須送象。

- 马不勝象
象和將不在同一側，马無法取勝。
1. 马四進三將４進１
2. 马三進二將４退１
3. 马二退四象７進５
如誤走象７進９，則帥五進一，黑須送象。
4. 帥五進一將４進１
5. 马四退五將４退１
马始終吃不到象，和局。

### 马兵勝單缺象
屬例勝局。其要點為：
(1)兵先阻擋黑象往中路的途徑（如示意圖中的位置）
(2)將马移到可鎖住象的位置（如示意圖中的位置）
(3)橫移兵吃象（如示意圖中的箭頭方向）
(4)以兵換一士，形成马必勝單士的局面。
圖例一是最簡單的形式，方法是：
1. 兵六平五…………
兵控制了象往中路的方向
1. …………象５退３（象５退７則以線對稱的方式移動）
2. 马五進七將５平６
3. 马七進六象３進１
4. 马六退八
马成功鎖象，象無法動彈，接著將兵往左移動吃象。
圖例二，先攻擊象。
1. 兵六進一將５平４
2. 兵六平五…………
兵控制了象往中路的方向，接著動马至可鎖象的位置
2. …………象５退３
3. 马二進四黑走閒步
4. 马四退五黑走閒步
5. 马五進六黑走閒步
6. 马六進八象３進１
成功鎖象，接著用兵吃象即可。

## 炮類

### 單炮不勝單王
由於帥與將無法面對面，不能當做炮的架子，故無法取勝。

### 炮仕勝單王
要點：帥佔中路，以仕為架子。下面要學習如何驅逐佔中路的將。
1. 帥四進一將５進１
2. 仕六退五將５退１
3. 炮二退一將５進１
4. 炮二平五將５平４
成功驅逐黑將
5. 帥四進一將４退１
6. 帥四平五…………
紅帥佔領中路
6. …………將４進１
7. 仕五進六…………
仕對準將，做架子用。
7. …………將４退１
8. 炮五平六，紅勝。

### 炮仕勝單士
炮仕對上單士不易殺將，應先殺士。
1. 炮二平四士５進６
2. 帥五進一，黑須送士。

### 炮仕勝雙士
屬例勝局，方法頗為複雜。局面如圖一，接著把雙士趕至有將一側，如圖例二。最後局面會如圖例三，以悶宮殺的方式取勝。
1. 仕六進五將６平５
2. 仕五進四…………
仕對準黑將之出口，為第一要點。
2. …………將５平６
3. 炮八平五…………
迫使黑方無法平將，而動士。
3. …………士５進６（將６進１勝法同）
4. 炮五平四…………
用炮打士，逼使黑方動另一士，使將與雙士位於同側
4. …………士４退５
形勢演變成圖例二
5. 炮四退一將６進１（將６平５，則用炮打士）
6. 仕四退伍，如圖例三，紅勝。
如圖例四，若雙士不在高處，可用悶宮殺法來逼將。
1. 炮三平七將５平６
把將逼出來
2. 炮七進八將６進１
迫使將上到二路線
3. 仕六進五士５進４
4. 仕五進四後士進５
5. 炮七退八，回到類似上述的局面。

### 雙炮勝雙士
屬例勝局：
1. 炮四平六將４退１
如將４進１，則帥四平五，接著重炮殺。
2. 炮三平六將４平５
3. 帥四平五…………
必要的一著，帥移至中路，限制黑士移動。
3. …………將５平６
4. 前炮平四將６平５
5. 炮四進二…………
走閒步，使黑將回到無士之一側。
5. …………將５平４
6. 炮四平五…………
逼黑將上二路，進行雙炮殺。
6. …………將４進１
7. 炮五平六，紅勝。

### 雙炮和雙象
守和要點，遇雙炮時用象檔中路，靈活用象使之免於炮的威脅。

1. 炮六進七象５進７
2. 帥五退一將６退１
紅走閒步，黑亦走閒步。
3. 炮五平四象３退５
象應盡可能保持在中路上。
4. 炮六退二將６進１
5. 炮六平四將６平５
和棋。

### 雙炮有仕勝士象全
屬例勝局，靈活動帥和閒著為要點。應先吃掉雙士，再攻擊象與將。
1. 仕五進四…………
黑有三種應法：
- 動象（以象７退９為例）
2. 後炮平五象９進７
3. 帥五平六…………
緊要之著，封鎖黑將出路。
3. …………將５平６
4. 炮六平四…………象５退７
中炮威脅黑士，黑需動象。
5. 炮四退一象７進９（象３進１勝法同）
紅走閒著，黑只好再走象，使得雙象距離拉遠、局面單純化，為取勝的要素之一。
6. 帥六平五…………
紅必得一士。

- 動士（以士５退４為例）
2. 後炮平五士６退５（若士４進５，則接續上段第3.著）
3. 炮六平八將５平６
若士５進４，則炮五進七棄炮吃一象，象３退５，再炮八平五抓死第二隻象，形成炮仕必勝雙士局面。
4. 炮八進八象５退３
5. 炮五進八吃士。

- 動將（將５平６）
2. 後炮平五士５退４（進４同）
3. 炮六平四…………

黑又有兩種應法：
- 將４進１
4. 炮四退一…………
此時黑若士４進５，則仕四退伍殺；若象７退９則必失中象；若象５進（退）３，則炮四進七吃士，將不可吃炮，否則炮五平四殺。

- 士４進５
4. 帥五平六象５進３
若改走將６平５，則炮四進六吃士；若將６進１，則仕四退伍殺；若象７退９則中炮取象。
5. 炮五進二，接著仕四退伍殺。

## 俥類

### 單車勝單王
這是很基礎的勝局，要點是帥佔中路，俥當頭抓將。
1. 俥一平五將５平６
2. 帥六平五…………
成功佔領中路，接著俥五平四封殺。

### 單俥勝雙士
圖例一：
1. 俥二平四將６平５
2. 帥五進一，黑欠行。
圖例二為較複雜的形式，取勝要點為逼將上有士一側的二路，並靈活運用閒著。
1. 俥二進八將６進１
2. 帥五進一…………
黑有兩種應法：
- 將６進１（或士５退６）
3. 俥二退三將６退１
4. 俥二平四士５進６
5. 帥五平四士４退５
6. 俥四平三將６退１
如士５進４，則俥三進一士４退５，接下來著法同下。
7. 俥三進三將６進１
8. 俥三退一將６退１
9. 俥三平五得士。
- 士５進６
3. 帥五平四士４退５
如將６平５，則俥二退二可得士
4. 俥二退一將６退１
5. 俥二平五得士。

### 單俥勝雙象
屬例勝局。要點是能夠掌握黑雙象的移動路徑，用俥加以封鎖。
圖例一：
1. 俥八進六將４進１
2. 俥八平五…………
黑若動象則失另一象，若將４進１則俥五平六殺。
圖例二較難，需要多花點腦筋，著法為：
1. 俥二平六將４平５
2. 俥六進二象７退９
若將５平６，則俥六平四將６平５，俥四平三吃象。
3. 俥六平五象９退７
4. 俥五平三將５平４
若象７進９，則俥三進二抓死黑象。
5. 俥三進三將４進１
如將４退１，則俥三平五，黑只能移動中象，接著車五進一抽象勝。
6. 俥三平五象５進（退）３
7. 俥五進一…………
為防止接下來俥五平六抓將，黑只好將４退１，俥吃象勝。

### 單俥勝單缺士
屬例勝局，應先抓士，有必要時可逼將上二路或三路。
1. 俥九平二…………
若走象３進１，則俥二進七士５退６，帥五平四抓死士；若將５平６，則俥二進七抽象；若士５退６，則俥二進七，再帥四平五抓死黑士；若象５退７，則俥二進六抓死黑士。

### 單俥勝單缺象
屬例勝局。通常來講先抓象，象以田字型移動，所以只要車佔了正確的位置就能輕鬆的抓到它，如圖例一：
1. 俥二進五…………
若象５退７，則俥二平三；若象５退３，則俥二平七。
圖例二，士若上了高處（俗稱羊角士），抓象反而不容易，此時可考慮先抓士。抓士的方法如單車對單士圖例二。
1. 俥二進七將４進１
2. 俥二平八象５進７
3. 帥五平六象７退９
4. 俥八退一將４退１
5. 俥八平五吃士。

### 單俥難勝士象全
當將、士、象皆在低處和中央時，士象均有保護，單車無法取勝。然而當士象方棋子散亂，單俥就有機會得勝。
- 單俥不勝士象全
1. 帥五進一士５退６
2. 俥二進七士４進５
3. 帥五退一將５平４
4. 俥二退三將４平５
和棋。

- 單俥破士象全
黑方有側象，位置不佳，造成紅方巧勝。
1. 俥七退一…………
緊要之著，讓雙象無法動彈。如誤走俥七退二，則象３進５，紅無法阻擋接下來黑走象１退３的和局局面。
1. …………將５平６
2. 俥七平二象１進３
黑試圖將象移回中路。
3. 俥二進二將６進１
4. 俥二退四…………
一邊抓象，一邊準備當頭將。若走俥二退三，則將６退１，無法當頭將。
4. …………象３退５
5. 俥二平四士５進６
6. 帥五平四士４進５
7. 俥四平二將６退１
8. 俥二進四將６進１
9. 俥二退一抽士勝。

### 單車難勝雙馬
雙馬連環，黑將左右掩護可成和局。
1. 俥五平四將５平４
2. 帥五進一將４進１
3. 俥四平五將４平５
4. 俥五退一將５平６
5. 帥五平四將６平５
6. 帥四平五將５平６
7. 帥五退一將６退１
8. 帥五平四將６平５
俥始終沒有機會吃馬，和局。

### 單車對雙炮
若黑砲位置不佳，則紅方可以得一砲，形成單俥必勝單砲。
有一炮在將後，形成轆轤砲對單俥的尼姑打傘，為守和要點。
1. 俥一進三炮５平６
2. 俥一進二將６進１
3. 帥五進一前炮進一
紅走閒，黑也走閒回應。
4. 俥一退四前炮退一
5. 俥一平四前炮進一
紅方無法形成單俥必勝單炮，和棋。
一般來說擔子砲無法抵禦單俥，但若如圖例，黑方擔子砲放在下二線，將紅俥關在自家底線，則能形成橫向尼姑打傘，長攔邀兌，也是一盤正和棋。

### 單車難勝馬炮
馬炮對俥，炮在將後為理想狀況，馬盡量遠離將以降低被抽吃的機會。
1. 俥九進四將６進１
2. 俥九進一將６退１
如誤走炮６進１，則俥九退二殺。
3. 俥九平六馬４退３
俥抓不到馬，和棋。

### 單車勝馬雙士
屬例勝局，要點是讓馬處於無士之側，藉著攻擊馬的同時引將上二路，再以單俥勝雙士的方法取勝。
1. 帥五平六…………
黑有兩種應法：
- 退馬（馬６退８）
2. 俥五平八士５退４
3. 俥八進三士６進５
成功調士，使馬位於有缺口一側，乃獲勝之關鍵。
4. 帥六平五…………
防止黑方又調士回原位
4. …………馬８進７
5. 俥八退一馬７進５
6. 俥八平五馬５進３
7. 俥五平二將５平６
如馬３退５，則俥二進二士５退６，俥二退三抓死黑馬。
8. 俥二進二將６進１
9. 俥二退四…………，一邊抓馬，預備當頭將，準備開始單俥勝雙士的局面。
10. …………馬３退５
11. 俥二平四士５進６
12. 帥五平四士４進５
13. 俥四平二士５進４
如走將６退１，則俥二進四將６進１，俥二退一抽士勝。
14. 俥四進二士４退５
15. 俥二進一抽士勝。

- 進馬（以馬６進７為例）
2. 俥五平八士５退４
3. 俥八進四士４進５
4. 帥六平五，接下來的走法與上段相似。

### 單車對炮雙士
俥對炮雙士，能否取勝決定於炮與士的位置。
- 單俥不勝炮雙士
圖例一，黑陣線鞏固，紅無法取勝。
1. 俥二進五將６進１
2. 帥五進一炮６進１
3. 俥二退三炮６退１
4. 俥二平四將６退１
5. 帥五退一將６進１
和棋。

- 單俥巧勝炮雙士
圖例二，炮、士位置不良，即使黑先走也不能成和。
1. …………炮７進２
如走將５平６，則俥八平三炮７平９，俥三進三抽炮。
2. 俥八平三炮７平５
如黑走炮７平６，則俥三進三炮６退２，帥五進一，黑欠行。
3. 俥三進三士５退６
4. 俥三退二炮５退１
5. 帥五進一炮５進２
6. 俥三平五得炮。

### 單車對三卒
- 單俥勝並排三卒
圖例一，三卒並排遮住帥眼，似乎使得王力無法發會作用，實則不然。
1. 俥三平五將５平４（平６則以線對稱方式走）
2. 帥四平五卒４平３
為防止下著俥五平六抽卒，黑只得卒４平３。
3. 俥五平七卒３平２
4. 俥七平六將４平５
5. 俥六退一…………
俥接著抓落單卒。
5. …………卒２進１
6. 俥六退一卒２進１
7. 俥六退一卒２進１
8. 俥六退一…………
紅抓死卒，接著應防範兩卒進攻。
8. …………卒５進１
9. 俥六平八卒６進１
10. 俥八進三卒５進１
11. 帥五平六卒６進１
12. 俥八平五將５平６
13. 俥五進五，黑無法動將，只得送卒，紅勝。

- 單俥不勝上下三卒

如三卒形成45（56）路两卒保护前面一卒情况，根据形势左右摆动前卒，则可守和

### 俥底兵對單車
车底兵对单车的情况与炮车对单车类似。如果有底兵方车占中，则可利用'海底捞月'抽车；如果单车方占中，则无法使用'海底捞月'，和棋。

### 俥炮對單車
圖例一，紅車需佔中才能取勝，若黑車佔中則和棋。
1.  炮九進一車6進5
2. 帥五進一車6退1
3. 帥五退一車6進1
4. 帥五進一…………
黑方不得長將，需變著
4. …………車6退3
5. 俥五進五將6進1
此時把炮調至右翼
6. 炮九平三車6進2
7. 帥五退一車6退2
8. 炮三進六車6退1
9. 炮三平四…………
紅炮瞄準黑車
9. …………車6平4
10. 俥五退三…………
叫殺，黑車必須回守6路線，黑車必然受紅炮打擊，黑方丟車必敗；
而当黑车守中时，将在一二楼则可守和，将在三楼可利用将位不正的弱点巧胜，从红车出动开始需58步左右绝杀